# زمان سرنوشت
زمان سرنوشت (به انگلیسی: A Time of Destiny) فیلمی محصول سال ۱۹۸۸ و به کارگردانی گرگوری ناوا است. در این فیلم بازیگرانی همچون ویلیام هرت، تیموتی هاتن، ملیسا لیو، استاکرد چنینگ، فرانسیسکو رابال، مگان فالوز و فردریک کافین ایفای نقش کرده‌اند.